# Aiko 15th Anniversary Tour「POPS」
『aiko 15th Anniversary Tour「POPS」』（アイコ　フィフティーンスアニバーサリーツアー　ポップス）は、aikoの10作目のライブビデオ。2015年3月20日にポニーキャニオンよりBlu-ray DiscとDVDで発売された。なお9作目として『aiko 15th Anniversary Tour「ROCKS」』が同時発売されている。

## 概要
本作は2枚組で発売された。2013年にメジャーデビュー15周年を記念して4種同時開催されたライブツアーから、Disc1として「Love Like Pop vol.16 ~15th Anniversary~」NHKホール公演の模様が、Disc2として「Love Like Pop vol.16.5 『15周年、本当にありがとうございまし』」日本武道館公演の模様が収録されている。

## 収録曲

### Disc1「Love Like Pop vol.16 ~15th Anniversary~」
1. あした
2. 花火
3. 恋堕ちる時
4. お薬
5. 星電話
6. milk
7. 鏡
8. 三国駅
9. KissHug
10. そんな話
11. 何処へでも行く
12. メドレー
  1. れんげ畑
  2. ひまわりになったら
  3. キスでおこして
  4. ハチミツ
  5. I'm feeling blue
  6. Power of Love
13. クローゼット
14. ボーイフレンド
15. Loveletter
16. beat
17. 4月の雨
18. 恋のスーパーボール
19. 君の隣
20. オレンジな満月

### Disc2「Love Like Pop vol.16.5 『15周年、本当にありがとうございまし』」
1. You & Me both
2. 彼の落書き
3. Loveletter
4. 愛の病
5. アンドロメダ
6. アスパラ
7. 恋のスーパーボール
8. そんな話
9. くちびる
10. 恋人
11. 青い光
12. えりあし
13. 小鳥公園
14. 鏡
15. その目に映して
16. ボーイフレンド
17. 夏が帰る
18. mix juice
19. 君の隣
20. オレンジな満月